# Sep’o
Sep’o (kor. 세포군, Sep’o-gun) – powiat w Korei Północnej, w prowincji Kangwŏn. W 2008 roku liczył 61 113 mieszkańców. Graniczy z powiatami: Pŏptong od północy, Kosan od północnego wschodu, Hoeyang od wschodu, Ch’angdo od południowego wschodu, Kimhwa i P’yŏnggang od południa, a także P’an’gyo od zachodu. Przez powiat przebiega 141-kilometrowa linia kolejowa Ch’ŏngnyŏn Ich’ŏn, łącząca Sep’o i powiat P’yŏngsan (prowincja Hwanghae Północne), a także 145-kilometrowa linia kolejowa Kangwŏn, łącząca powiaty Kowŏn (prowincja Hamgyŏng Południowy) oraz P’yŏnggang w prowincji Kangwŏn.

## Historia
Przed wyzwoleniem Korei spod okupacji japońskiej tereny należące do powiatu wchodziły w skład powiatu P’yŏnggang. W obecnej formie powstał w wyniku gruntownej reformy podziału administracyjnego w grudniu 1952 roku. W jego skład weszły wówczas tereny należące wcześniej do miejscowości Sep’o, Yuryul (obie powiat P’yŏnggang), Rangok (7 wsi, powiat Hoeyang) oraz Singosa (3 wsie, powiat Anbyŏn). Powiat Sep’o składał się wówczas z jednego miasteczka (Sep’o-ŭp) i 19 wsi (kor. ri). W marcu 1961 roku do powiatu przyłączono z powiatu P’yŏnggang wieś Rimok, a z powiatu Pŏptong wieś Sindong.

## Gospodarka
Lokalna gospodarka oparta jest na rolnictwie. Szczególnie znana w kraju jest tutejsza rzodkiew. W tutejszych gospodarstwach rozwinięte jest także sadownictwo i hodowla żywego inwentarza. Istotne dla gospodarki regionu jest także górnictwo. Teren powiatu kryje złoża molibdenu, srebra, cynku i fluorytu.

## Podział administracyjny powiatu
W skład powiatu wchodzą następujące jednostki administracyjne:
| Nazwa jednostki administracyjnej | Rodzaj jednostki administracyjnej | Hangul       |
| -------------------------------- | --------------------------------- | ------------ |
| Sep’o-ŭp                         | miasteczko                        | 세포읍       |
| Jangch'on-rodongjagu             | dzielnica robotnicza              | 장촌로동자구 |
| Kisan-ri                         | wieś                              | 기산리       |
| Naep'yŏng-ri                     | wieś                              | 내평리       |
| Taegok-ri                        | wieś                              | 대곡리       |
| Taemun-ri                        | wieś                              | 대문리       |
| Rimok-ri                         | wieś                              | 리목리       |
| Paeksan-ri                       | wieś                              | 백산리       |
| Pongman-ri                       | wieś                              | 복만리       |
| Pukp'yŏng-ri                     | wieś                              | 북평리       |
| Sambang-ri                       | wieś                              | 삼방리       |
| Sangsul-ri                       | wieś                              | 상술리       |
| Sŏha-ri                          | wieś                              | 서하리       |
| Sŏngsan-ri                       | wieś                              | 성산리       |
| Sŏngp'yŏng-ri                    | wieś                              | 성평리       |
| Songp'o-ri                       | wieś                              | 송포리       |
| Sindong-ri                       | wieś                              | 신동리       |
| Sinsaeng-ri                      | wieś                              | 신생리       |
| Yaksu-ri                         | wieś                              | 약수리       |
| Wŏnnam-ri                        | wieś                              | 원남리       |
| Yuyŏn-ri                         | wieś                              | 유연리       |
| Jŏngdong-ri                      | wieś                              | 정동리       |
| Jungsam-ri                       | wieś                              | 중삼리       |
| Jungp'yŏng-ri                    | wieś                              | 중평리       |
| Ch'ŏngi-ri                       | wieś                              | 천기리       |
| Hup'yŏng-ri                      | wieś                              | 후평리       |